# 武岡智子
武岡 智子（たけおか ともこ、1978年8月27日 - ）は、フリーアナウンサー。血液型A型。ライムライト所属。

## 略歴
1978年、兵庫県加古川市にて生まれる。加古川東高校を卒業後、青山学院大学文学部日本文学科へと進学し、卒業後の2001年テレビ新潟放送網にアナウンサーとして入社した。2005年10月退社しフリーランスとなる。2007年4月からは日テレNEWS24のキャスターを務めていたが、2009年5月31日付で出産準備のためキャスターを降板した。2008年11月にアメリカ人のサラリーマンと結婚し、ハワイにて挙式を行なっている。出産予定日は2009年9月下旬としており、性別は女子であるという。

## アナウンサーとしてのキャリア
2009年7月3日放送のラジオ日本の番組によると、高校受験の頃からアナウンサーになるのが夢であり、また、高校では放送部に所属し、その頃の経験からアナウンサーへの道を真剣に考えるようになったとも述べている。そして高校卒業後、上京し東京の大学へと進学するが、その理由としてその頃第一線で活躍している多くのアナウンサーが東京にある大学を卒業していると彼女は思っており、その結果、自身もそれに倣い東京にある大学への進学することにしたと語っている。大学在学中は、放送研究部とアナウンス研究会の2つのサークルに参加していたが、サークル活動自体はそこそこにもっぱら各種イベントの司会をしながら東京アナウンスアカデミーに通いアナウンサーになる為の修行を積んでいった。そして、大学卒業後の2001年には新潟県にある日本テレビ系列の放送局テレビ新潟に入社した。入社後、テレビ新潟の番組の一つ夕方ワイド新潟一番の人気コーナー「ラーメンの旅」などを担当し、ここから武岡のアナウンサーとしてのキャリアが始まっていくこととなる。2005年10月、テレビ新潟を退社した武岡はフリーランスのアナウンサーとして再度上京し、2007年4月にはニュース専門のテレビ局日テレNEWS24のキャスターとなり、同局のデイリープラネットの週末時のメインキャスターを担当した。2009年7月現在、産休の為アナウンサーは休止中であるが、出産後には再開したいと述べている。

## 私生活
私生活においては柴犬の一種である豆柴「ウメ」を飼っており、趣味としてフラダンスをしており、またハワイが好きということからハワイ出身の歌手ケアリイ・レイシェルの曲がお気に入りである。また、谷崎潤一郎の著作を愛読している。近年、読んだ本の中で最も衝撃を受けたものとして梁石日の「闇の子供たち」を挙げている。苦手は食べ物はラーメンであり、その理由としてお腹を壊すからと語っている。好きな食べ物はウィンナーとじゃがいもであり、ビールも好物である。得意な料理は豚汁。バイリンガルである旦那とは日本語で会話している。

### 結婚
東京に滞在中に出会ったアメリカ人男性と交際し、2008年11月に結婚をした。その後、アナウンサーとしての仕事は続けていたが2009年5月末、妊娠から7ヶ月経過したことにより、アナウンサー業は休止することとなった。出産は郷里の加古川市にて行こなった。ちなみに妊娠期間中もアナウンサーをしていた彼女であったが、度々のつわりに苦しみながらも平静さを保ち続けたことに苦労したと述べている。

## 過去に担当した番組

### テレビ新潟時代
- 「夕方ワイド新潟一番」
  - 「ラーメンの旅」担当。その後、木曜・金曜日のMCを経て、2004年から県内ニュースのキャスターや記者を務めた。

### フリー転身後
- 「スッキリ!!」（日本テレビ、2006年4月〜 レポーター）
- デイリープラネット60、ニュース&スポーツ（日テレNEWS24、木・金）
- デイリープラネット24（同上、第3金曜日・土）
- ミッドナイトジャーナル（同上、木〜土）
- スーパーモーニングライブ（同上、土・日）[2]
- 「デイリープラネット」（日テレNEWS24、金曜レポーター、土・日キャスター）
- 「さきがけニュース&スポーツ」（同上、日）
- 「どきどきわくわくお金の話」（野村證券製作）

## その他
- 飼い犬のウメ(1歳9ヶ月)は旦那が買ってきた[1]。